# Soldatenheim Dresden

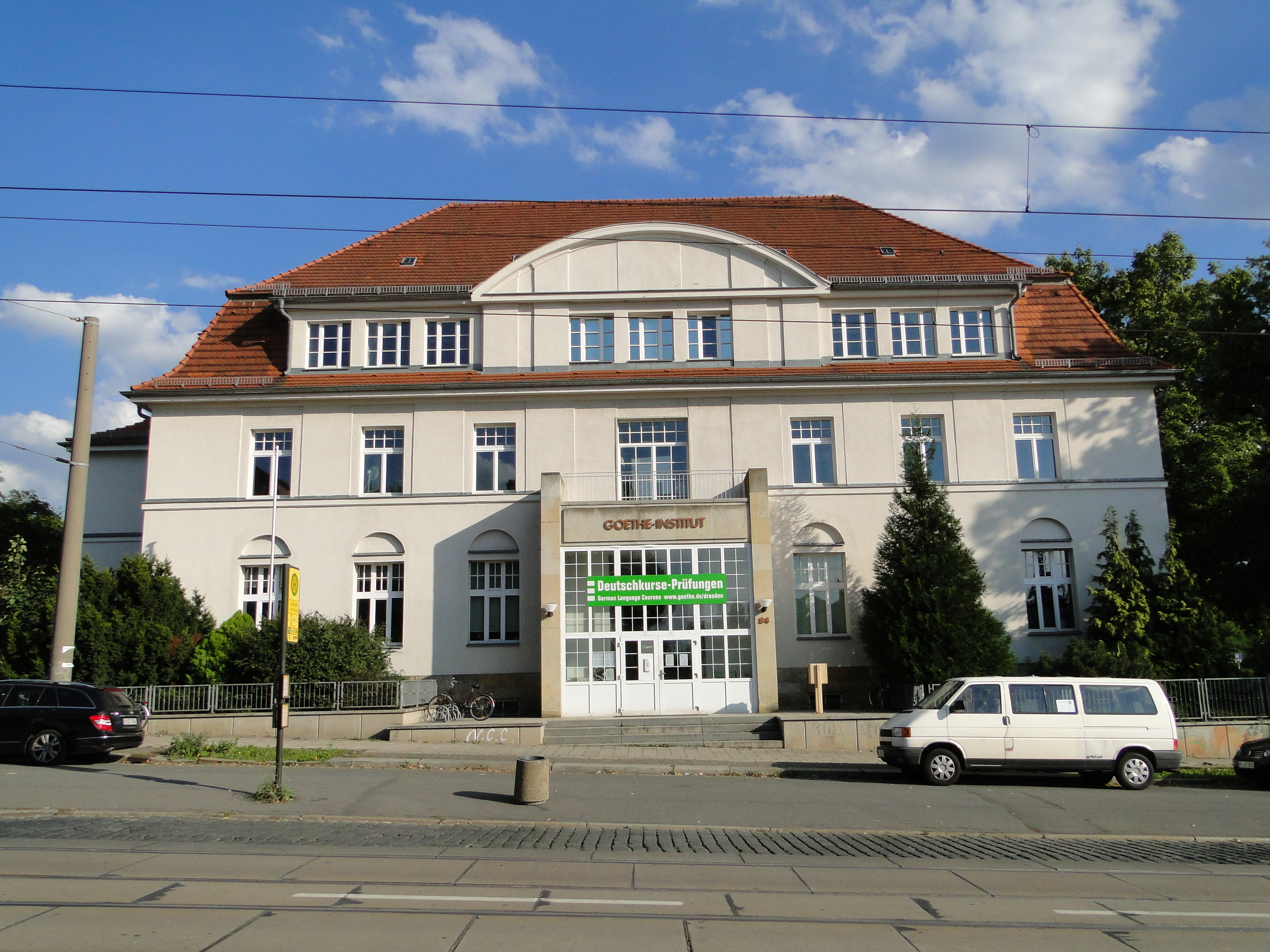
Soldatenheim Dresden, heute: Goethe-Institut

Das Soldatenheim in Dresden war eines von 114 Soldatenheimen in Deutschland. Im Gegensatz zu allen anderen Freizeitheimen für Soldaten existierte es auch über die Jahre der Novemberrevolution und der „Machtergreifung“ der Nationalsozialisten 1933 hinaus. Heute befindet sich darin das Goethe-Institut.

## Lage
Das Gebäude liegt in der Königsbrücker Straße 84 in der Albertstadt in Dresden auf der nördlichen Elbseite.

## Geschichte

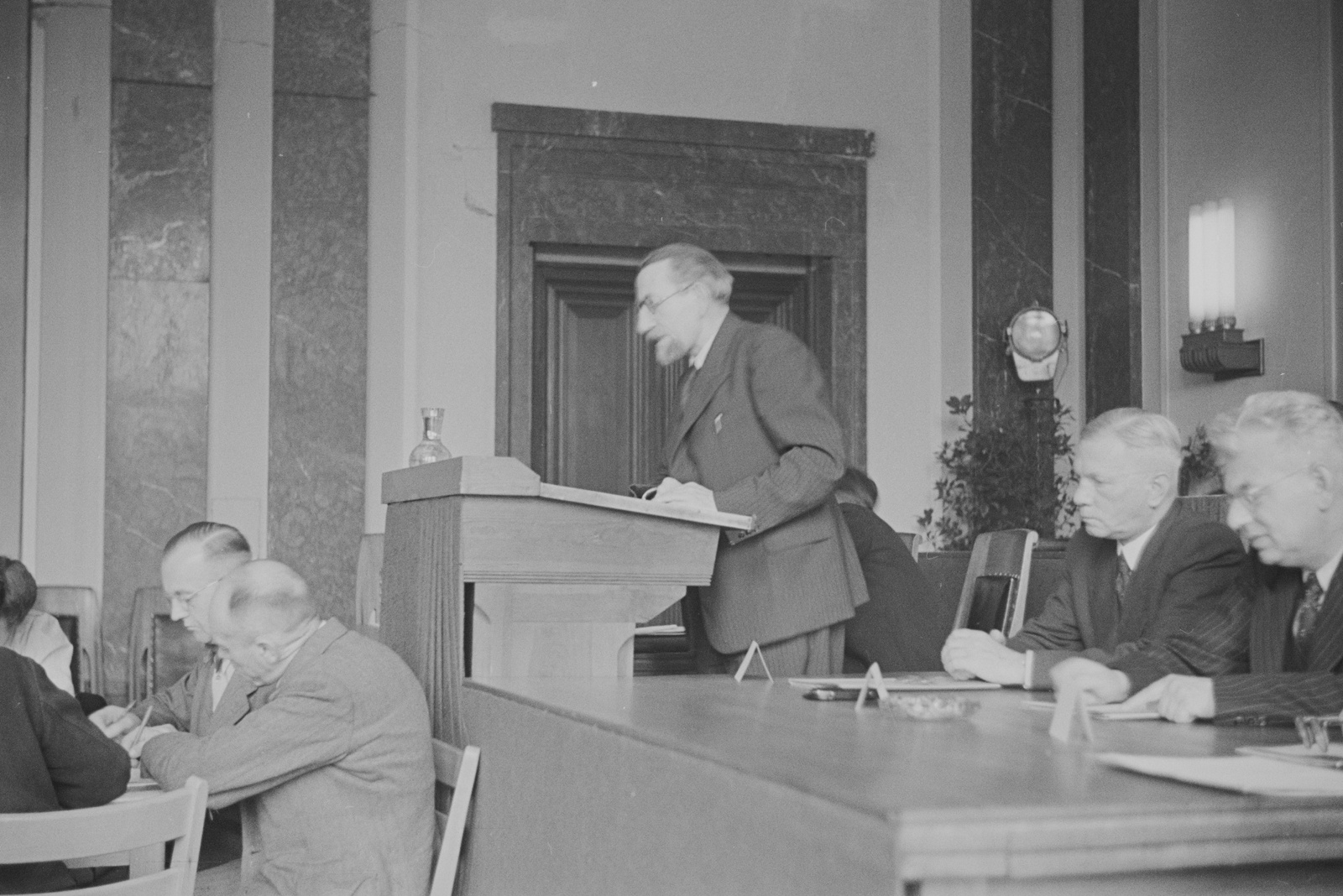
Sitzung des Sächsischen Landtages 1946

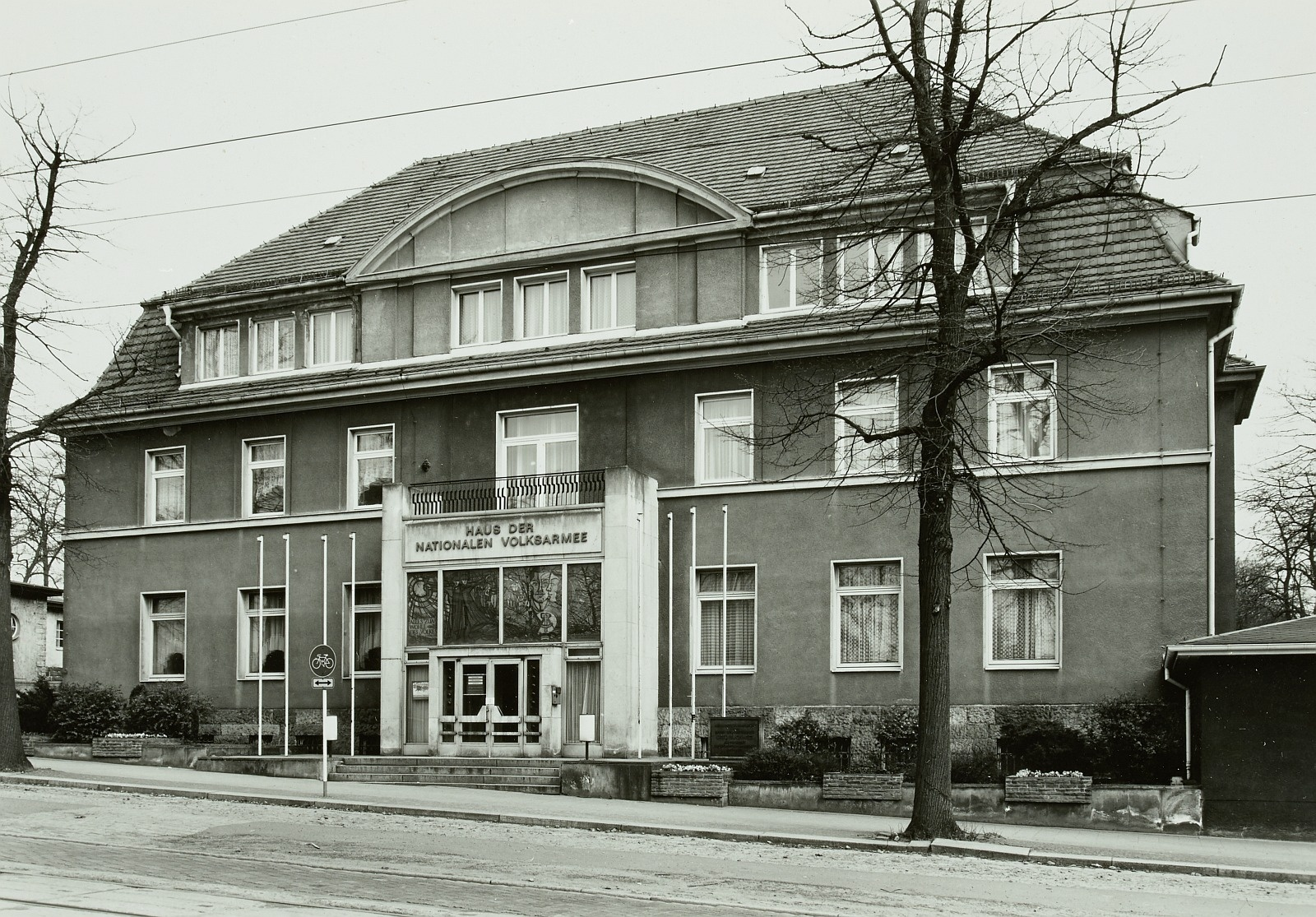
Haus der Nationalen Volksarmee 1988

1910 fasste der Verein „Soldatenheim“ in Dresden den Plan zum Bau eines eigenen Soldatenheims in Dresden. Als Bauplatz wurde eine Lücke südlich der Pionier- und Schützenkaserne gewählt. Die Baukosten wurden hauptsächlich von den Wettinern, sächsischen Offizieren und einigen Industriellen sowie durch Spenden getragen. Um Spenden einzusammeln, wurden u. a. im damaligen Vereinshaus Veranstaltungen wie zum Beispiel am Dreikönigstag 1911 eine „Aufführung lebender Bilder“ organisiert.
Das Heim entstand nach Plänen des Baurats Hartung und des Architekten und Baumeisters Dutzmann. Im März 1911 stand der Rohbau und einige Firmen stellten bereits Einrichtungsgegenstände und Bargeld zur Verfügung. Einer der größten Förderer der Errichtung des Soldatenheims in Dresden, der General der sächsischen Infanterie Paul Vitzthum von Eckstädt, konnte die Einweihung des Heimes nicht mehr erleben, da er im August 1911 starb. Die Einweihungsfeier fand am Sonntag, dem 8. Oktober 1911, im Beisein von König Friedrich August von Sachsen und zahlreicher anderer Ehrengäste statt. Das Gebäude stand damals allen Angehörigen der Garnison Dresden, aber auch Zivilpersonen offen. An Räumlichkeiten waren besonders ein Saal, der mit den Emblemen sämtlicher früherer Dresdner Truppenteile ausgestattet war, vier Vereins- und Gastzimmer, ein Billardzimmer und zwei Kegelbahnen hervorzuheben. Außerdem verfügte das Heim über einen schattigen Garten und eine Terrasse.
Am 1. Oktober 1913 übernahm Hausvater Lange im Auftrag des Vereins die Verwaltung. Ihm, dem Verein „Soldatenheim“ und dem späteren Vereinsvorsitzenden Oberst a. D. Ehrig verdankte dieses Heim in Dresden, dass es in der Weimarer Republik nicht wie die anderen deutschen Soldatenheime aufgelöst wurde.
Nach der Vereinsauflösung am Ende des Zweiten Weltkrieges fiel das Heim an den Freistaat Sachsen und wurde ab 1946 vom Sächsischen Landtag genutzt, da das frühere Landtagsgebäude an der Brühlschen Terrasse im Februar 1945 erhebliche Bombenschäden erlitten hatte. Mehrfach tagte im früheren Soldatenheim bis zur Auflösung der Länder in der DDR 1952 dort der Landtag. Nachdem das Gebäude ab 1956 durch eine in Dresden stationierte Einheit der Nationalen Volksarmee (NVA) genutzt wurde, wurde es in der Mitte der 1960er Jahre zum „Haus der Armee“. Dort fanden vor allem Veranstaltungen für Armeeangehörige, aber auch für die Öffentlichkeit statt. Das „Haus der Armee“ kam durch die Auflösung der NVA in den Besitz der Bundeswehr und danach an den Bund. 
Seit 1996 befindet sich darin das Dresdner Goethe-Institut.